# Goslar (stacja kolejowa)
Goslar – stacja kolejowa w Goslar, w kraju związkowym Dolna Saksonia, w Niemczech. Znajdują się tu 3 perony.